# كين وأبيل
كين وابيل (بالإنجليزية: Kane and Abel)‏ هي رواية أمريكية لـ جيفري آرتشر. ترجمت إلى العربية باسم «الاخوة الأعداء» تحكي قصة شخصين ولدا في عالمين مختلفين وجمعهما مصير واحد. تدور أحداثها من عام 1906 إلى 1967 في بولندا، روسيا، تركيا و‌الولايات المتحدة الأمريكية.

## ملخص الرواية
في الخامس عشر من أبريل عام 1906 جاء طفلان إلى العالم. جاء الأول إلى حياة مترفة تحفها الرفاهية والرخاء، أما الثاني فقد ولد في عالم الشقاء والكفاح. كبر كل منهما في جانب مختلف من الكرة الأرضية. تربى الأول في حياة مرفهة عرف فيها المدارس العريقة وتعرف على التاريخ من خلال القاءة، أما الثاني فقد نشأ في ظل الحروب وأشقاه التاريخ الذي كان جزءا منه.
«وليام لويل كين»، سليل عائلة عريقة في بوسطن تعمل في المجال المصرفي، أما ابيل «روزنوفسكي» فقد كان مهاجرا بولنديا لا يملك حتى قوت يومه. كان أحدهما من الذهب والآخر من الصلب. كان روزنوفسكي هو العدو اللدود لـ «كين»، بينما كان يجسد «كين» كل ما كان «روزنوفسكي» يناضل ضده.
في ظل الصراع المحتدم بينهما كان كل منهما يدرك أنه لن يكون هناك غالب واحد ومغلوب أو منتصر ومهزوم. على مدار ثلاثة أجيال، وفي ظل عالم يموج بالتغير السريع ثارت صراعات عاتية وتحففت أحلام وانهارت امبرطوريات وخف بريق الثروة.